# إسماعيل الولياني
إسماعيل الولياني محمد النودهي بابا علي هو أحد مشايخ الطريقة القادرية ولد بين عامي 1670م و 1671م في قازان قاية في السليمانية، العراق، لُقب الشيخ إسماعيل بلقب الولياني نسبة إلى خلوة دخلها في وليان، قامَ الشيخ إسماعيل بنشر الطريقة القادرية في كُردستان العراق ويعود نسبهُ إلى الشيخ عيسى البرزنجي، أخذَ طريقتهُ من الشيخ أحمد الأحسائي.

## نسبه
هو الشيخ إسماعيل الولياني بن محمد النودهي بن بابا علي الوندرينة بن بابا رسول الكبير بن عبد السيد بن عبد الرسول بن قلندر بن عبد السيد بن عيسى الأحدب بن حسين بن بايزيد بن عبد الكريم الأول بن عيسى البرزنجي بن بابا علي الهمداني بن يوسف الهمداني بن محمد المنصور بن عبد العزيز بن عبد الله بن إسماعيل المحدث بن الإمام موسى الكاظم بن الإمام جعفر الصادق بن الإمام محمد الباقر بن الإمام علي السجاد بن الإمام الحسين بن الإمام علي بن أبي طالب وفاطمة الزهراء بنت النبي محمد.

## حياته
نشأ وتربى الشيخ إسماعيل في عائلة دينية حيث تعلم الفقه والقرآن الكريم وعلوم دينية أخرى، سلكَ الشيخ إسماعيل طريق التصوف وأخذَ الطريقة النوربخشية والطريقة العلوية من أبيهِ الشيخ بابا علي الوندرينة، كانت الطريقة النوربخشية هي الطريقة الصوفية الوحيدة السائدة عند السادة البرزنجين حتى زمن الشيخ بابا رسول  الذي ولد في عام بين عامي 1575م و1576م الذي أخذ الطريقة النوربخشية وبعد أن أكمل سلوك الطريقة النوربخشية أخذَ الطريقة العلوية (وهي فرع من الطريقة الخلوتية) من الشيخ شكر الله والشيخ نور الله، حيث كان يُرشد مُريديه لنوعين من الأذكار والأوراد، لاحقاً أصبحت الطريقة النوربخشية والطريقة العلوية شائعتين في دياربكر وحلب، وبعدها بدأ بالتجول والسفر وذهبَ إلى قره داغ وأتخذ خلوة في ناحية كسنزان  وأيضاً بوليان الذي يُقال بأنهُ بقي فيها مدة تتراوح بين 7 سنوات إلى 8 سنوات، ويقال بأنه بقي هذه المدة لأنه أراد أن يبتعد عن الناس ويتفرغ للعبادة ولهذا قال الشيخ إسماعيل «أجد راحة النفس والطمأنينة في العزلة عن الناس والتفرغ لعبادة الله تعالى». لاحِقا أُمر الشيخ إسماعيل بأن يبدأ بالإرشاد فذهب إلى بغداد وهناكَ زار الشيخ محمد بن أحمد الأحسائي وبايعهُ وأخذ الطريقة القادرية .

### نشره للطريقة القادرية
بعدَ أن قضى الشيخ إسماعيل فترة في الخلوات عادَ إلى كردستان  فنشرَ الطريقة القادرية في كردستان والتي لم تكُن معروفة هناك، حيثُ أصطحبه الشيخ مصطفى الخوشناوي المُلقب بالشامي إلى قازان قاية في قره داغ وبقي معه إلى أن أصبح خليفة له، وبعدَ طلبه للرخصة من الشيخ إسماعيل عادَ إلى منطقة خوشناو و منطقة كوي وهناك بايعوا الشيخ مصطفى جمع من الناس ثم ذهبَ إلى بلاد الشام وهناك كذلكَ بايعوه وبمختلف مراتبهم ومن أبرز مُريديه الشيخ عبدالغني النابلسي، أما الشيخ إسماعيل الولياني عاشَ في منطقة قازان قاية وكذلك بايعه الناس ومن ضمنهم العديد من عُلماء كردستان. 

### أبنائه
- الشيخ رضا
- الشيخ عبد الكريم الخاوي.
- الشيخ محمود خليسة.
- الشيخ رسول.
- الشيخ عبد الرحمن.
- الشيخ (بالكردية: مارفه كوسةي كاني كةوة)‏.
- الشيخ يحيى المعروف (بالكردية: كاك ئةحياي ديوانه)‏.

## وفاته
توفي الشيخ إسماعيل بين عامي 1745م و1746م في عقرة، دهوك وجلسَ على سجادة المشيخة بعده الشيخ محيّ الدين كركوكي وأستمرَ بالإرشاد حتى وفاتهِ بين عامي 1780م و1781م 